# Caresser le velours
Cet article concerne le roman de Sarah Waters. Pour la mini-série qui en est inspirée, voir Tipping the Velvet (mini-série).

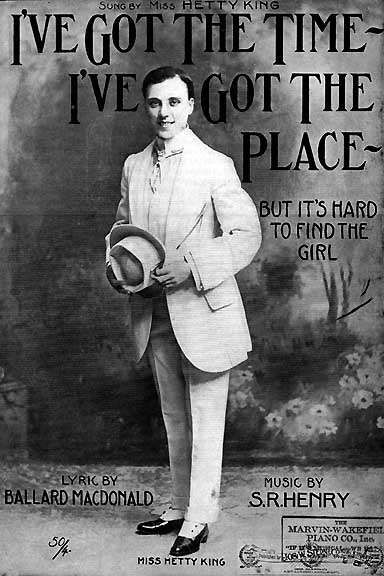
Affiche d'un spectacle de Hetty King (1910).

Caresser le velours (Tipping the Velvet) est un roman historique britannique de Sarah Waters sur la découverte du saphisme paru en 1998.

## Historique
Sarah Waters est en train de rédiger une thèse de doctorat en littérature anglaise quand elle décide d'écrire en parallèle un roman historique reprenant l'univers et les thèmes des œuvres qui, à l'instar du Oliver Twist de Charles Dickens, se déroulent dans les quartiers densément peuplés de Londres, y ajoutant des traits de la veine picaresque du Moll Flanders de Daniel Defoe, pour raconter les relations amoureuses de deux lesbiennes de l'époque victorienne. Contrairement aux romans où apparaissent ce type de personnages, Sarah Waters veut éviter de les représenter victimes d'une société oppressive, afin de donner une vision de ces femmes qui, en dépit de leur marginalité, ont réussi à vivre à peu près normalement leur orientation sexuelle. L'une des deux héroïnes du récit, Kitty Butler, une artiste de music-hall, trouve dans le milieu du théâtre une bienveillance qui lui permet de gagner sa vie et d'acquérir une certaine liberté. Le roman évoque néanmoins le sexisme, mais celui dont sont victimes toutes les femmes de cette époque, et aussi le snobisme endémique qui empoisonne les relations entre citoyens et contribue à instituer les écarts culturels entre les classes sociales dans l'Angleterre du XIXe siècle.

## Résumé
La narration est prise en charge par l'héroïne, Nancy Astley.
En 1888, à Whitstable dans le Kent, une jeune écaillère d'huîtres de dix-huit ans, Nancy, va régulièrement avec sa sœur Alice au Palace, un établissement de music-hall. Elle y découvre un jour une nouvelle artiste, Kitty Butler, qui fait un numéro de travesti. Nancy s'éprend de l'artiste, et parvient à entrer à son service comme habilleuse, tout en cachant ses sentiments.
Kitty lui propose de l'accompagner à Londres, où elle est invitée à se produire. Kitty fait un triomphe au Star. Un soir, Nancy et elle deviennent amantes. Comme Nancy sait également chanter habillée en homme, leur imprésario, Walter, monte un duo entre elles et Nancy monte sur scène.
Tout va pour le mieux, jusqu'à ce que Nancy surprenne Kitty et Walter ensemble. Trahie, désespérée, elle s'enfuit et traverse une période de dépression, enfermée dans une chambre. Elle finit par en sortir, mais, privée de moyens de subsistance, elle recourt au travestissement pour se prostituer : elle a pour clients des homosexuels qui la prennent pour un garçon. Une noble lesbienne qui l'observe découvre le subterfuge et la prend à son service.
Nancy vit alors avec Diana Lethaby, mais enfermée dans sa belle demeure, où sa maîtresse lui apprend à se servir d'un gode ceinture. De plus en plus en butte aux humiliations, Nancy trompe Diana avec une autre domestique, Zena. Surprises par la dame qui avait invité d'autres lesbiennes de la haute société, elles sont jetées dehors.
Nancy et Zena trouvent un lieu où dormir chez un marchand de sommeil, mais Zena s'enfuit avec l'argent de Nancy. Elle est alors recueillie par un militant socialiste, Ralph Banner, et sa sœur Florence. Cette dernière se méfie de Nancy, qui doit lever peu à peu ses résistances.

## Éditions
Édition originale en anglais
- (en) Sarah Waters, Tipping the Velvet, Londres, Virago, 1998

Éditions françaises
- (fr) Sarah Waters (auteur) et Erika Abrams (traductrice), Caresser le velours [« Tipping the Velvet »], Paris, Denoël, coll. « Denoël et d'ailleurs », 2001, 590 p. (ISBN 2-207-25244-2, BNF 37717765)
- (fr) Sarah Waters (auteur) et Erika Abrams (traductrice) (trad. de l'anglais), Caresser le velours [« Tipping the Velvet »], Paris, 10/18, coll. « Domaine étranger no 3550 », 2003, 590 p. (ISBN 2-264-03609-5, BNF 39043289)

## Adaptation
- 2002 : Tipping the Velvet, mini-série britannique réalisée par Geoffrey Sax et produite pour la chaîne de télévision BBC Two. Adaptation du roman éponyme de Sarah Waters sur un scénario d'Andrew Davies. En trois épisodes, la série dure 177 minutes. Avec Rachael Stirling dans le rôle de Nan Astley, Keeley Hawes dans celui de Kitty Butler, Anna Chancellor dans celui de Diana Lethaby, Hugh Bonneville dans celui de Ralph Banner, Jodhi May dans celui de Florence Banner et, dans d'importants seconds rôles, Sally Hawkins (Zena Blake) et Benedict Cumberbatch (Freddy).